# John Griffith Roberts
John Griffith Roberts (Abercynon, 11 de setembre de 1946 - 4 de gener de 2016) va ser un futbolista britànic que jugava en la demarcació de defensa.

## Selecció nacional
Va jugar un total de 22 partits amb la selecció de futbol de Gal·les. Va fer el seu debut el 15 de maig de 1971 en un partit del British Home Championship contra Escòcia. A més va disputar la fase de classificació per l'Eurocopa de 1972, classificació per a la Copa Mundial de Futbol de 1974 i la classificació per l'Eurocopa de 1976. El seu últim partit el va jugar el 6 de maig de 1975 contra Escòcia també en el British Home Championship.

## Clubs

### Com a futbolista
| Club                | País       | Any         | Partits | Gols |
| ------------------- | ---------- | ----------- | ------- | ---- |
| Swansea Town AFC    | Gal·les    | 1964 - 1967 | 37      | 16   |
| Northampton Town FC | Anglaterra | 1967 - 1969 | 62      | 11   |
| Arsenal FC          | Anglaterra | 1969 - 1972 | 59      | 4    |
| Birmingham City FC  | Anglaterra | 1972 - 1976 | 66      | 1    |
| Wrexham FC          | Gal·les    | 1976 - 1980 | 145     | 5    |
| Hull City AFC       | Anglaterra | 1980 - 1982 | 26      | 1    |
| Oswestry Town FC    | Gal·les    | 1982 - 1983 |         |      |

### Com a entrenador
| Club             | País    | Any         |
| ---------------- | ------- | ----------- |
| Oswestry Town FC | Gal·les | 1982 - 1983 |

## Palmarès

### Campionats nacionals
| Títol               | Club             | País       | Any  |
| ------------------- | ---------------- | ---------- | ---- |
| Copa de Gal·les     | Swansea Town AFC | Gal·les    | 1966 |
| First Division      | Arsenal FC       | Anglaterra | 1971 |
| FA Cup              | Arsenal FC       | Anglaterra | 1971 |
| Copa de Gal·les     | Wrexham FC       | Gal·les    | 1978 |
| Football League One | Wrexham FC       | Gal·les    | 1978 |

### Campionats internacionals
| Títol         | Club       | País       | Any  |
| ------------- | ---------- | ---------- | ---- |
| Copa de Fires | Arsenal FC | Anglaterra | 1970 |